# Omar Baljić
Omar Baljic (Sion, Suiza, 5 de octubre de 1990), futbolista suizo, de origen bosnio. Juega de delantero y su actual equipo es el FK Željezničar Sarajevo de la Premijer Liga de Bosnia Herzegovina.

## Selección nacional
Ha sido internacional con la selección de fútbol de Suiza sub-20.

## Clubes
| Club                    | País               | Año       |
| ----------------------- | ------------------ | --------- |
| FC Basel                | Suiza              | 2008      |
| FC Solothurn            | Suiza              | 2008      |
| FC Basel                | Suiza              | 2009      |
| Grenoble Foot           | Francia            | 2009-2010 |
| FK Željezničar Sarajevo | Bosnia Herzegovina | 2010-     |